# CSI: Crime Scene Investigation (videogioco)
CSI: Crime Scene Investigation è un videogioco basato sulla serie televisiva CSI: Crime Scene Investigation. Il videogioco è stato sviluppato dalla 369 Interactive, pubblicato dalla Ubisoft, e commercializzato per PC nel 2003. È stato inoltre pubblicato dalla Aspyr per Mac.
Il gioco, come CSI: Dark Motives, CSI: Miami e CSI: 3 Dimensions of Murder segue il percorso di cinque differenti casi, con il quinto caso che lega insieme tutti gli altri.

## I casi
- Caso 1: "Inn and Out"
- Caso 2: "Light my Fire"
- Caso 3: "Garvey's Beat"
- Caso 4: "More Fun than a Barrel of Corpses"
- Caso 5: "Leda's Swan Song"